# Saint-Maurice-sur-Fessard
 Saint-Maurice-sur-Fessard  es una población y comuna francesa, situada en la región de Centro, departamento de Loiret, en el distrito de Montargis y cantón de Amilly.

## Demografía
| 752 | 702 | 689 | 772 | 784 | 887 |
| Para los censos de 1962 a 1999 la población legal corresponde a la población sin duplicidades (Fuente: INSEE [Consultar]) |     |     |     |     |     |